# Écardenville-la-Campagne
Écardenville-la-Campagne és un municipi francès situat al departament de l'Eure i a la regió de Normandia. L'any 2007 tenia 381 habitants.

## Demografia

### Població
El 2007 la població de fet d'Écardenville-la-Campagne era de 381 persones. Hi havia 136 famílies, de les quals 28 eren unipersonals (16 homes vivint sols i 12 dones vivint soles), 36 parelles sense fills, 64 parelles amb fills i 8 famílies monoparentals amb fills.
La població ha evolucionat segons el següent gràfic:
Habitants censats

### Habitatges
El 2007 hi havia 166 habitatges, 142 eren l'habitatge principal de la família, 15 eren segones residències i 9 estaven desocupats. Tots els 165 habitatges eren cases. Dels 142 habitatges principals, 114 estaven ocupats pels seus propietaris, 23 estaven llogats i ocupats pels llogaters i 5 estaven cedits a títol gratuït; 1 tenia una cambra, 7 en tenien dues, 22 en tenien tres, 42 en tenien quatre i 70 en tenien cinc o més. 112 habitatges disposaven pel capbaix d'una plaça de pàrquing. A 66 habitatges hi havia un automòbil i a 71 n'hi havia dos o més.

### Piràmide de població
La piràmide de població per edats i sexe el 2009 era:
| Homes | Edats   | Dones |
| ----- | ------- | ----- |
| 0     | 95 o +  | 0     |
| 0     | 90 a 94 | 0     |
| 0     | 85 a 89 | 4     |
| 0     | 80 a 84 | 0     |
| 0     | 75 a 79 | 8     |
| 12    | 70 a 74 | 8     |
| 0     | 65 a 69 | 12    |
| 8     | 60 a 64 | 4     |
| 8     | 55 a 59 | 8     |
| 20    | 50 a 54 | 24    |
| 12    | 45 a 49 | 12    |
| 16    | 40 a 44 | 8     |
| 8     | 35 a 39 | 8     |
| 8     | 30 a 34 | 8     |
| 20    | 25 a 29 | 12    |
| 8     | 20 a 24 | 4     |
| 12    | 15 a 19 | 12    |
| 4     | 10 a 14 | 12    |
| 8     | 5 a 9   | 0     |
| 0     | 0 a 4   | 12    |

## Economia
El 2007 la població en edat de treballar era de 244 persones, 189 eren actives i 55 eren inactives. De les 189 persones actives 171 estaven ocupades (109 homes i 62 dones) i 18 estaven aturades (6 homes i 12 dones). De les 55 persones inactives 13 estaven jubilades, 12 estaven estudiant i 30 estaven classificades com a «altres inactius».

### Ingressos
El 2009 a Écardenville-la-Campagne hi havia 147 unitats fiscals que integraven 407 persones, la mediana anual d'ingressos fiscals per persona era de 18.455 €.

### Activitats econòmiques
Dels 18 establiments que hi havia el 2007, 4 eren d'empreses alimentàries, 1 d'una empresa de fabricació d'altres productes industrials, 3 d'empreses de construcció, 4 d'empreses de comerç i reparació d'automòbils, 1 d'una empresa de transport, 3 d'empreses d'hostatgeria i restauració, 1 d'una empresa de serveis i 1 d'una empresa classificada com a «altres activitats de serveis».
Dels 7 establiments de servei als particulars que hi havia el 2009, 2 eren tallers de reparació d'automòbils i de material agrícola, 1 guixaire pintor, 1 lampisteria, 1 empresa de construcció, 1 restaurant i 1 saló de bellesa.
Els 3 establiments comercials que hi havia el 2009 eren fleques.
L'any 2000 a Écardenville-la-Campagne hi havia 16 explotacions agrícoles que ocupaven un total de 1.140 hectàrees.

## Equipaments sanitaris i escolars
El 2009 hi havia una escola elemental.

## Poblacions més properes
El següent diagrama mostra les poblacions més properes.